# 수퍼내추럴
《수퍼내추럴》(Supernatural)은 미국 The CW의 텔레비전으로 방영된 스릴러 액션 시리즈다. 2005년 9월 13일부터 미국에서 첫 방송되었으며, 2020년 시즌 15로 종영되었다. 주인공인 두 형제의 이야기를 펼쳐나가는 드라마이다. 시즌 1때는 두 형제의 이야기를 펼쳐나가다가 시즌 4부터는 또 하나의 메인캐릭터 카스티엘이 설정되었다. 이후 조사된 설문조사에서 가장 시청률이 높은 CSI를 제치고 팬덤 1위를 차지하였다.

## 캐릭터 및 출연자
- 딘 윈체스터(Dean Winchester) - 젠슨 애클스(Jensen Ackles)

두 형제중의 장남. 언제나 골칫거리인 동생을 이끌어주는 형.
- 샘 윈체스터(Sam Winchester) - 제러드 파달렉키(Jared Padalecki)

착하고 순수한 성격 때문에 악마들에게 이용도 당하고 매번 일을 겪는 동생.
- 카스티엘(Castiel) - 미샤 콜린스 (Misha Collins)

윈체스터 형제를 도와주고 천국의 배신 및 내란을 등 이끄는 천사.
- 보비 싱어(Bobby Singer) - 짐 비버 (Jim Beaver)

두 형제들을 아들들로 생각해 돌봐 주고 사냥꾼들에게 조언을 해주는 아저씨.
- 루비(Ruby) - 케이티 캐시디 (Katie Cassidy), 제네비브 코르테즈 (Genevieve Cortese)

두 형제들을 도와주고 종말을 이끄는 악마.
- 아자젤(Azazel) - 프레드릭 렌 (Fredric Lehne)

윈체스터 가족을 파멸시킨 장본인. 두 형제와 존 윈체스터를 노리는 악마.

## 시즌
- 시즌 1 (2005년 9월 13일 ~ 2006년 5월 4일 총 22편)

- 시즌 2 (2006년 9월 28일 ~ 2007년 5월 17일 총 22편)

- 시즌 3 (2007년 10월 4일 ~ 2008년 5월 15일 총 16편)

- 시즌 4 (2008년 9월 18일 ~ 2009년 5월 14일 총 22편)

- 시즌 5 (2009년 9월 10일 ~ 2010년 5월 13일 총 22편)

- 시즌 6 (2010년 9월 24일 ~ 2011년 5월 20일 총 22편)

- 시즌 7 (2011년 9월 23일 ~ 2012년 5월 18일 총 23편)

- 시즌 8 (2012년 10월 3일 ~ 2013년 5월 13일 총 23편)

- 시즌 9 (2013년 10월 8일 ~ 2014년 5월 20일 총 23편)

- 시즌 10 (2014년 10월 7일 ~ 2015년 5월 20일 총 23편)

- 시즌 11 (2015년 10월 8일 ~ 2016년 5월 27일 총 23편)

- 시즌 12 (2016년 10월 13일 ~ 2017년 5월 18일 총 22편)

- 시즌 13 (2017년 10월 12일 ~ 2018년 5월 17일 총 23편)

- 시즌 14 (2018년 10월 11일 ~ 2019년 4월 25일 총 20편)

- 시즌 15 (2019년 10월 10일 ~ 2020년 11월 19일 총 20편)